# 馬賽美術館

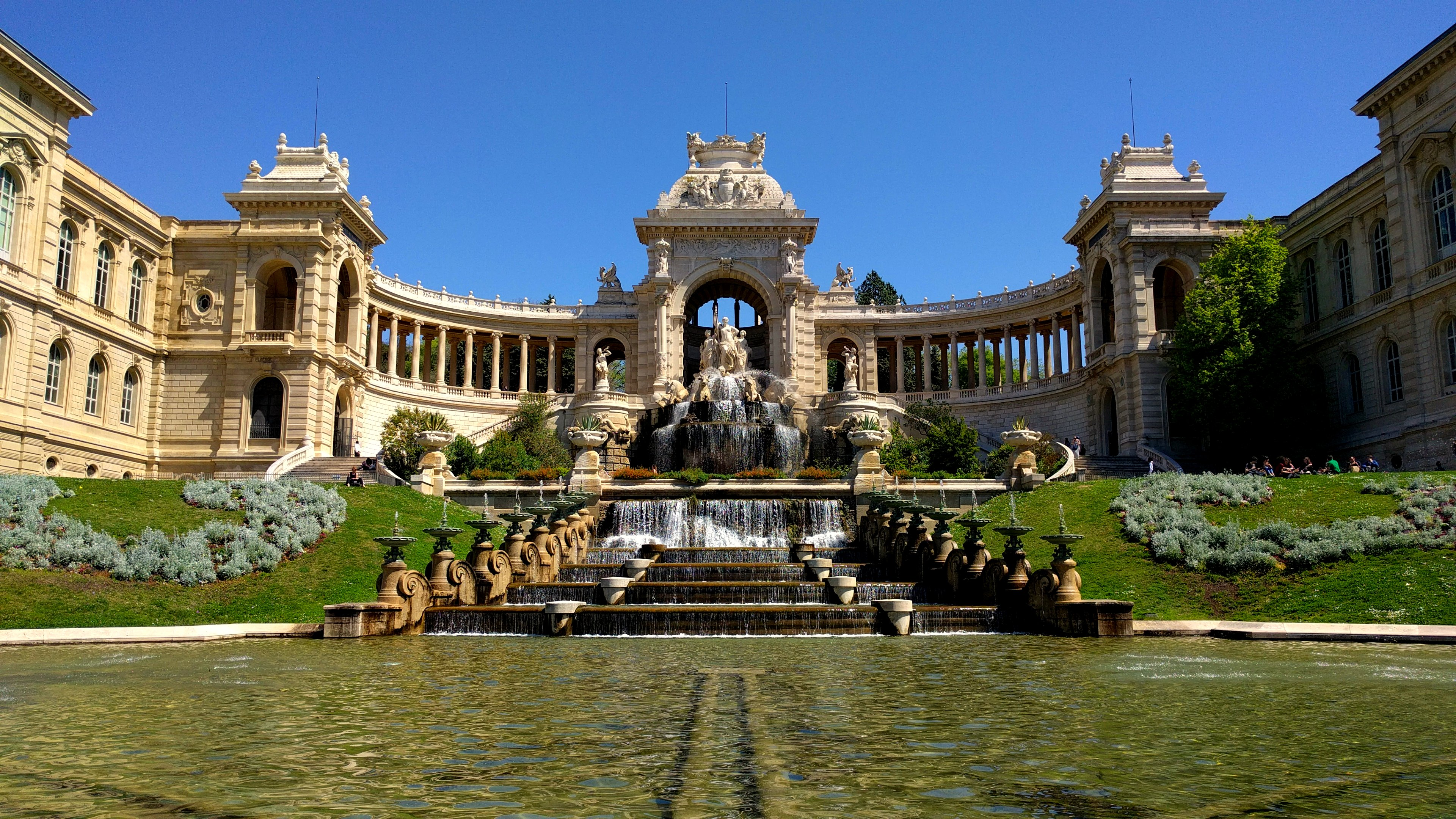
隆尚宮

馬賽美術館（Musée des beaux-arts de Marseille）是位於法國馬賽的一個美術館。美術館位於隆尚宮的境內。

## 历史
馬賽美術館開業於1801年，主要收藏16世紀至19世紀的繪畫和雕塑作品。1869年，博物館搬入隆尚宮。2012年，博物館因整修而暫時關閉。和巴黎的美術館相比，馬賽美術館收藏有較多普羅旺斯當地美術家的作品。除了法國的美術家之外，馬賽美術館還收藏有眾多意大利、西班牙、佛蘭德斯和荷蘭美術家的作品。

## 外部連結
- www.marseille.fr （页面存档备份，存于）